# Гилбертсон, Брайан
Брайан Гилбертсон (англ. Brian Gilbertson) — президент металлургического холдинга «Сибирско-Уральская Алюминиевая компания» (СУАЛ) с 2004 по 2007 годы. Выходец из ЮАР, один из наиболее известных менеджеров в мировой металлургической промышленности.

## Биография и деятельность
Брайан Гилбертсон родился 15 августа 1943 года в ЮАР[6]. Окончил Университет Родоса со степенью магистра физики, в Университете Южной Африки получил степень магистра управления бизнесом. Участвовал в работе над ракетными системами в Национальном институте оборонных исследований.
С 1975 года работал в компаниях «Johannesburg Consolidated Investment Company Ltd» (JCI) и «Rustenburg Platinum Mines Limited» (RPM). В 1988 году перешел в компанию «Gencor Limited» на должность исполнительного директора, а в 1992 году стал исполнительным председателем компании.
В июле 1997 года «Gencor» передала свои активы компании «Billiton Plc», и Гилбертсон стал исполнительным председателем совета директоров «Billiton». По другим данным, он был исполнительным директором «Billiton» с 1998 года. После слияния «Billiton» и австралийской «BHP Ltd» Гилбертсон занял в июле 2002 года (по другим данным — в 2001 году) должность президента «BHP Billiton».
Со второй половины 2003 по июль 2004 года возглавлял индийскую группу компаний «Vedanta Resources Plc». Также являлся советником совета директоров компании «Lonmin Plc».
В июле 2004 года Гилбертсон занял пост президента в холдинге СУАЛ, совладельцем которого является Виктор Феликсович Вексельберг. Как сообщала пресса, ранее руководство «Vedanta» получила информацию о вовлеченности Гилбертсона в работу СУАЛа и начало расследование.
В августе-сентябре 2006 года в прессе появились сообщения о предстоящем слиянии СУАЛ и «Русского Алюминия» (РУСАЛ) Олега Владимировича Дерипаски . В марте 2007 года, незадолго до завершения сделки по слиянию СУАЛа и РУСАЛа, Гилбертсон покинул компанию Виктора Вексельберга .